# Kosmos 772
Kosmos 772 ist eine Tarnbezeichnung für den unbemannten Flug des sowjetischen Raumschiffs Sojus 7K-S. Es war in der Sowjetunion üblich, nur erfolgreichen Missionen einen offiziellen Namen zu geben. Fehlgeschlagene Flüge wurden meistens gar nicht und Testflüge lediglich unter der allgemeinen Tarnbezeichnung Kosmos bekanntgegeben. Es war der 36. Flug im sowjetischen Sojusprogramm.

## Missionsüberblick
Dies war der zweite Testflug eines neuen Sojus-Raumschiffs vom Typ 7K-S. Es sollte als Raumschiff für militärische Solomissionen dienen. Zum Zeitpunkt des Fluges war das Programm aber bereits eingestellt. Die fertiggestellten Raumschiffe wurden trotzdem als unbemannte Tests unter den Bezeichnungen Kosmos 670, Kosmos 772 und Kosmos 869 gestartet. Die Erfahrungen, die mit diesen Flügen gewonnen wurden, flossen später in die Entwicklung des Nachfolgetyps des Sojus-Raumschiffs 7K-ST.